# Walter Schuck
Walter Schuck (* 30. Juli 1920 in Frankenholz, Saarland; † 27. März 2015) war ein deutscher Luftwaffenoffizier, zuletzt Oberleutnant und hochdekorierter Jagdflieger im Zweiten Weltkrieg.

## Leben
Nachdem er am 1. November 1937 der Luftwaffe beitrat, durchlief er verschiedene Ausbildungseinheiten wie die 2./Flieger-Ersatz-Abteilung 24 und die Flugzeugführerschule Quackenbrück (Fl.Ausb.Rgt. 82). Anschließend erhielt er in der Flughafenbetriebskompanie des Kampfgeschwaders 254 eine technische Ausbildung. Bei Kriegsbeginn befand er sich noch in Ergänzungseinheiten der Jagdflieger wie der 3./Erg.JGr. und der Erg.St./JG 3. Erst im Juni 1941 kam er zur 7. Staffel des Jagdgeschwaders 5 nach Petsamo.
Seinen ersten Luftsieg errang er am 15. Mai 1942. Das Deutsche Kreuz in Gold wurde ihm am 2. August 1943 für 54 Luftsiege verliehen und er zum Feldwebel befördert.
Am 13. Oktober 1943 konnte er an einem Tag drei Abschüsse erzielen.
Das Ritterkreuz wurde ihm als Oberfeldwebel am 8. April 1944 nach 84 Luftsiegen verliehen.
Die Beförderung zum Leutnant erfolgte am 1. Juni 1944. Den 100. Luftsieg konnte er am 15. Mai 1944 erringen. Am 17. Juni 1944 schoss er zwölf Gegner an einem Tag ab. Am 30. September 1944 wurde ihm das Eichenlaub zum Ritterkreuz für 172 Luftsiege verliehen. Als Oberleutnant wurde er am 1. Januar 1945 Kapitän der 10. Staffel und im Februar 1945 zum Jagdgeschwader 7 versetzt, wo er auf der Me 262 ausgebildet wurde. Mit der Me 262 errang er weitere acht Luftsiege und wurde Kapitän der 3. Staffel des Jagdgeschwaders 7.
Insgesamt errang er 206 Luftsiege, 30 weitere wurden ihm nicht bestätigt. 1945 geriet Schuck in britische Kriegsgefangenschaft.
Nach Kriegsende war er Fluglehrer in der syrischen Luftwaffe.
USAAF-Jagdflieger Joseph A. „Joe“ Peterburs schoss Walter Schuck in dessen Messerschmitt Me 262 am 10. April 1945 ab, wurde jedoch bei demselben Einsatz ebenfalls abgeschossen. Im Jahre 2005 lernten sich beide persönlich kennen, woraus sich eine enge Freundschaft entwickelte.

## Auszeichnungen
- Eisernes Kreuz (1939) II. und I. Klasse
- Deutsches Kreuz in Gold am 24. Juni 1943[5]
- Ritterkreuz des Eisernen Kreuzes mit Eichenlaub[5]
  - Ritterkreuz am 8. April 1944
  - Eichenlaub am 30. September 1944 (616. Verleihung)

## Schriften
- Walter Schuck: Abschuss! Von der Me 109 zur Me 262. Helios, Aachen 2007, ISBN 978-3-938208-44-1